# Jan Zahradníček
Jan Alois Zahradníček (17. ledna 1905 Mastník – 7. října 1960 Vlčatín) byl český básník, novinář, překladatel a spisovatel, jeden z nejvýznamnějších básníků 20. století a vrcholný představitel katolické poezie. Ve čtyřicátých letech redigoval katolickou revui Akord.
Jeho otevřeně katolická a ostře protikomunistická tvorba jej přiváděla do ostrého konfliktu s levicovými autory, již před druhou světovou válkou se někteří z nich, jako například Jan Drda, vyjádřili, že Zahradníček musí po jejich vítězství za mříže. Po únorovém převratu byl nejprve vyloučen z Československého svazu spisovatelů a posléze odsouzen ve vykonstruovaném procesu k 13 letům vězení. Dlouhodobé a kruté věznění vedlo ke zhoršení jeho už tak trvale špatného zdraví, krátce po propuštění zemřel.
Monumentální básnická skladba Znamení moci, kterou dokončil těsně před svým uvězněním, je považována za nejostřejší a nejlepší české básnické protikomunistické a protitotalitní dílo.
Komunistický režim jej vyškrtl z učebnic a oficiální historie české literatury, po dobu jeho trvání se Zahradníčkova díla (s výjimkou několika málo vydavatelských počinů v čase uvolnění okolo roku 1968) šířila pouze samizdatem a v zahraničí.
F. X. Šalda jej nazval knížetem české poezie.

## Životopis

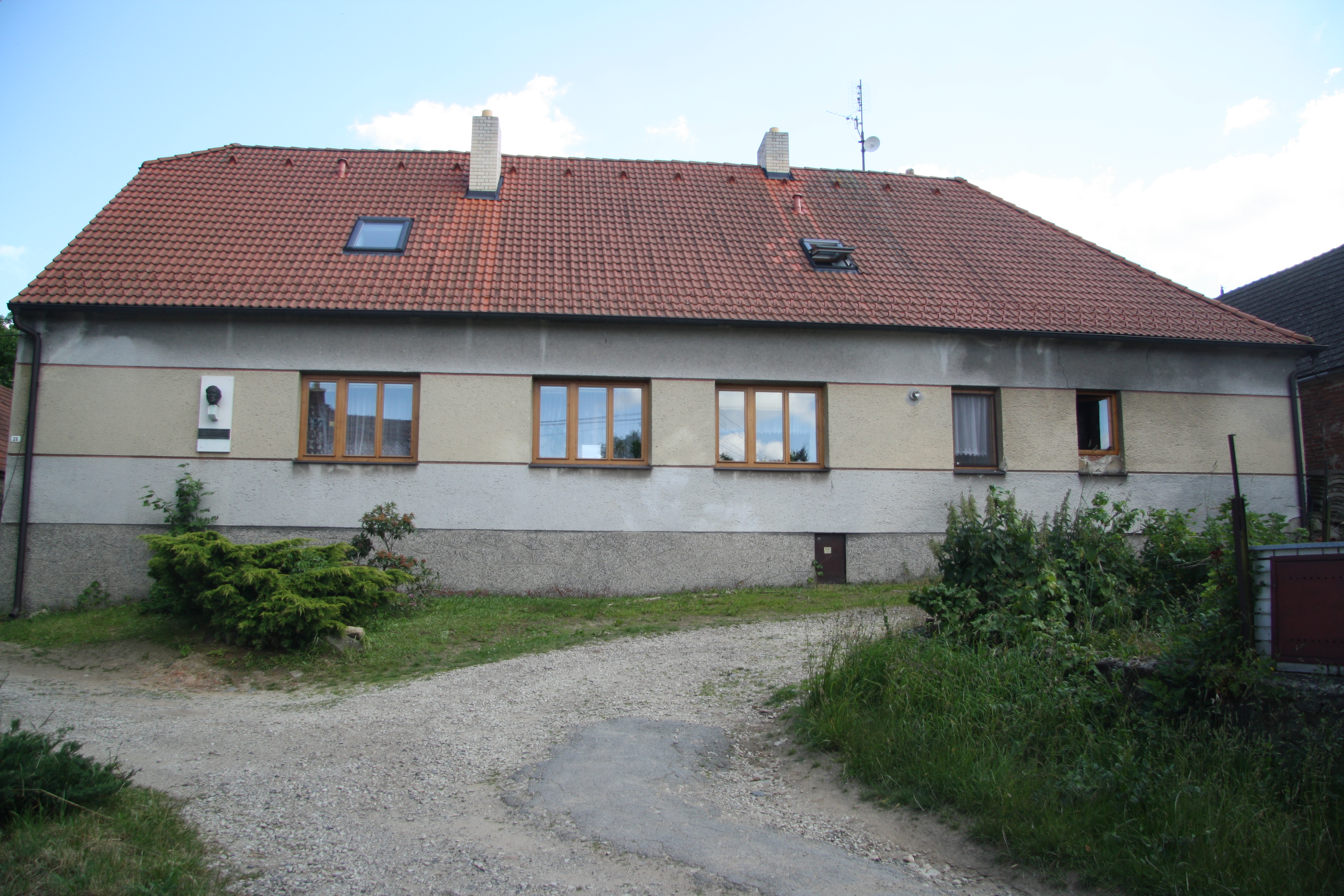
Rodný dům Jana Zahradníčka v Mastníku

Jan Zahradníček se narodil v obci Mastník na Třebíčsku v rodině rolníka Tomáše Zahradníčka (* 1857) a jeho ženy Antonie, rozené Lorencové (* 1869). Byl dvanáctý z 19 dětí, z nichž ovšem bylo pět mrtvorozených. Dospělosti se dožilo sedm z nich včetně Jana. Rodina byla poměrně chudá – asi 15,2 ha polí ji jen stěží uživilo. Jan měl navíc velkou smůlu, v druhém roce svého života spadl z půdy a pohmoždil si páteř a hrudník. Toto zranění ve spojitosti s nedostatečnou lékařskou péčí a podvýživou vyústilo v těžkou kyfoskoliózu páteře a tzv. plicní srdce.
Malý Zahradníček se tak stal již ve dvou letech invalidou s vyhlídkou na budoucí progresi zdravotních problémů. V domácnosti a hospodářství mu byly vyhrazeny lehčí práce a neschopnost a nedostatek ohledně větších fyzických aktivit si vynahrazoval ve sféře intelektuální.
Po vychození obecné školy ve Starči se rodina rozhodla, že namísto původně plánovaného vyučení na krejčího bude Jan dán na studia. 16. září 1919 nastoupil do sekundy A na třebíčském gymnáziu. Zde se zajímal jednak o literaturu, jednak o biologii. Vytvářel vědecký herbář a navštěvoval literární kroužek a posléze i pomáhal přípravou jeho Zpravodaje, v němž ve kvartě publikoval svoji první „báseň“ – pamflet na spolužáka svého bratra pojmenovaný Sulla, Čihováků pán.
Jeho první vážně míněné básně vyšly v roce 1923 ve Studentském časopise pod jmény Slabému srdci a Píseň mladého žebráka a hodně se do nich promítá Zahradníčkův životní osud a tělesné postižení. Publikoval je pod pseudonymem Chrysostom, VII. G Třebíč (Janovým křestním patronem byl Jan Zlatoústý – Chrysostom[os]).
Po maturitě v roce 1926 se Jan Zahradníček rozhodl pokračovat ve studiu na Filosofické fakultě Univerzity Karlovy, kde studoval slavistiku a germanistiku. Prostředky pro začátek studií si obstaral prodejem svého herbáře mladšímu spolužákovi (získal za něj 2500 korun). Přechod z Třebíče do Prahy byl pro něj velmi frustrující: zatímco v Třebíči byl uznáván jak profesory (jako primus třídy dalece převyšující nároky kladené na gymnaziální studenty), tak mezi žáky (mimo jiné pro ochotu doučovat a napovídat), v Praze se poprvé setkal s útoky a posměšky, které měly základ v jeho tělesném postižení. Reagoval na to zpočátku jednak agresívní rétorikou vyznačující se k naprosté dokonalosti vypilovanými protivýpady a jedovatostmi, jednak příklonem k alkoholu, což bylo v jeho případě obzvlášť nešťastné (nadměrné pití alkoholu u něj vyvolávalo srdeční arytmii, a přímo tak ohrožovalo jeho život).

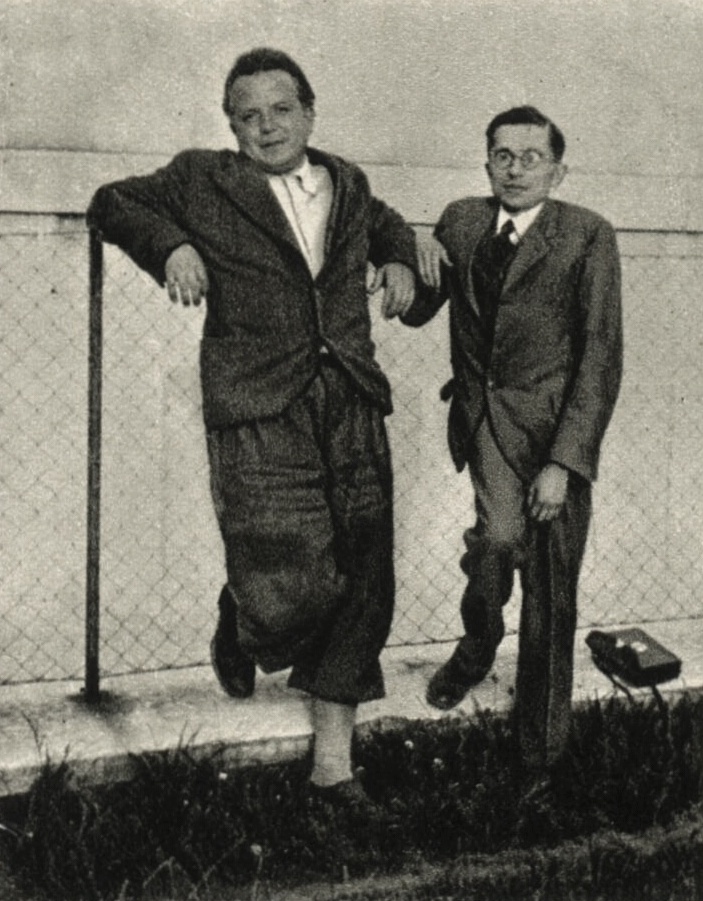
Jan Zahradníček (vpravo) s Františkem Halasem v roce 1933

Toto pokleslé období svého života však poměrně brzy překonal poté, co se seznámil se svými budoucími životními přáteli, kolegy a souputníky. Jednalo se zejména o skupinu katolíků okolo revue Tvar, do níž patřili Josef Knap, Jan Čep, Rudolf Černý, Jan Dokulil, Bedřich Fučík a Fučíkova snoubenka Jitka Skaláková. Do té se Zahradníček zamiloval rytířskou láskou a věnoval jí řadu svých básní a sbírek. Podle Zejdy to byla první ze dvou velkých žen v jeho životě, které vnímaly pouze Zahradníčkova ducha, a nikoliv jeho tělo. Její neocenitelné přátelství ho uchránilo před plýtváním životem i talentem. Dalšími jeho významnými přáteli byli František Halas a Vladimír Průša († 1930).
Zahradníček již v roce 1929 uvažoval o tom, že by zanechal studií a věnoval se dráze knihovníka, a proto složil nižší knihovnické zkoušky. Často cestoval mezi Mastníkem a Prahou.
V roce 1930 mu vyšla první básnická sbírka Pokušení smrti, jejíž básně vznikaly v letech 1928–1930. Její melancholičnost a trudnomyslnost spolu s fascinací smrtí a očekáváním jejího příchodu byly do značné míry odrazem neutěšeného Zahradníčkova života po příchodu do Prahy. Snad i proto k ní později cítil odpor a nikdy nedovolil její opětovné vydání navzdory oceněním a kladným kritikám, kterých se sbírce dostalo. F. X. Šalda po přečtení sbírky napsal, že Zahradníčkem vstoupil do české poesie Někdo, a Josef Florian Zahradníčkovi napsal v dopise, že co do hodnoty celku a jednotlivostí patří to mezi nejlepší věci, jaké u nás kdy vyšly. V této době se zároveň začal zabývat překladem. Soustředil se přitom na autory, jako byli Thomas Mann či prokletí básníci, později spolupracoval s O. F. Bablerem na překladu Dantovy Božské komedie.
Když byl zrušen časopis Akord, do kterého Zahradníček přispíval, odešel do invalidního důchodu. Dne 14. června 1951 byl v brněnském bytě zatčen (spolu se skupinou katolických intelektuálů). Ve znojemské vazební věznici byl vězněn od září 1951 do zahájení procesu v červenci 1952. Ve vykonstruovaném procesu (tzv. proces se Zelenou internacionálou) byl bez jakýchkoli důkazů odsouzen na 13 let vězení za „protistátní“ činnost (špionáž a rozvracení socialismu a komunismu). V době jeho věznění na Pankráci se s ním, Josefem Knapem a Františkem Křelinou spřátelil dozorce Václav Sisel. Zachránil značnou část jejich rukopisů básní a textů, které ukryl na své chatě až do roku 1968. V. Sisel také schoval další Zahradníčkovy texty, a to do včelína.
Dne 9. května 1960 byl na základě všeobecné amnestie propuštěn, krátce po propuštění zemřel na následky věznění, pohřben byl v Uhřínově. Příčinou smrti byla srdeční choroba, která se během pobytu ve vězení silně zhoršila jednak kvůli krutému zacházení, jednak proto, že mu byly odepřeny nutné léky. Rehabilitován byl v roce 1968. V témže roce spáchal soudce Vladimír Podčepický, který podepsal mnoho podobných rozsudků nevinných lidí, sebevraždu.
V roce 1998 mu udělilo Zastupitelstvo města Brna in memoriam Čestné občanství města Brna.

### Rodina

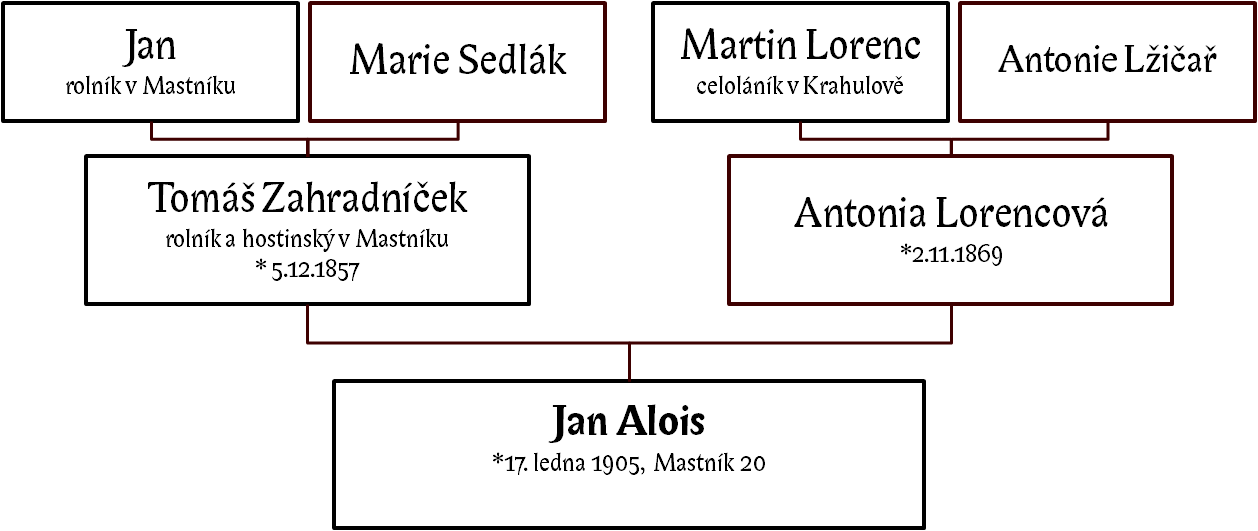
Rodiče a prarodiče Jana Aloise Zahradníčka

Dne 15. října 1945 se Jan Zahradníček v uhřínovském kostele oženil s učitelkou Marií Bradáčovou (1919–2012). Manželé se pak odstěhovali do Brna, kde se jim narodily tři děti: Jan Jakub (1948–2019), Zdislava (* 1950) a Klára (* 1951). V roce 1956 obě dcerky zemřely na následky otravy muchomůrkou zelenou, syn a manželka byli zachráněni. Později se manželům narodila ještě dcera Marie Štěpánka (* 1957).
Když byl Jan Zahradníček odsouzen, byla jeho manželka s dětmi úředně vystěhována z bytu; žila na státním statku v Záborné, bez vody, elektřiny a topení.

## Dílo
Jeho poezie vychází z tragického životního pocitu, pořád se u něj objevuje motiv noci a temnoty jako symbol smutku a smrti.
Některými rysy se Zahradníčkova poezie blíží Halasovi a Závadovi. Zahradníček ovšem neprošel poetismem. Patřil ke skupině mladých katolicky orientovaných literátů, kteří se koncem 20. let sdružili kolem časopisu Tvar.
Na Zahradníčka působili Rainer Maria Rilke a Otokar Březina, i když ve srovnání se složitou březinovskou poezií je Zahradníčkův svět konkrétnější. František Xaver Šalda napsal, že Zahradníček je „veliký kouzelník verše, harmonizátor a modulátor po Březinovi největší“, dokáže proměnit „osobní hoře v tragicky radostnou extázi, spřízňující se se vším bolestně vášnivým děním vesmírným.“
Zahradníčkova poezie, podobně jako Halasova a Závadova, směřovala od poloviny 30. let k širším obzorům, k objektivizaci.
Jan Zahradníček byl čelným představitelem spirituální poezie 30. let. Mladí katoličtí autoři se soustřeďovali kolem Kuncířova nakladatelství a časopisů Akord (1928–1948, obnoven 1989) a Řád (1933–1944).
Spirituální lyrika, založená na symbolické obraznosti a směřující k transcendentním, věčným hodnotám, se aktualizovala v době okupace a války. K tomuto směru náležel po určitou dobu František Hrubín, zejména ve sbírce Včelí plást (1940), sblížili se s ním další básníci, například Vilém Závada v jedné ze svých vrcholných knih Hradní věž (1940).

### Básnické sbírky a skladby
První etapa Zahradníčkova vývoje
- Pokušení smrti (1930) – melancholicko-pesimistická melodie umdlelé duše potýkající se s mátohami zmaru. Vyšla jen bibliofilsky, je blízká sbírkám Halasovým a Závadovým: vyjadřuje existenciální úzkost, představu bytí jako tragického provizoria – jako stálého očekávání smrti, pracuje se zadrhávaným nepravidelným veršem, užívá antitezí a oxymór. Obdobu svého životního postoje nalézá básník v Březinových Tajemných dálkách. Pocity bolestné vyřazenosti stupňovala i autorova tělesná vada způsobená v dětství při pádu ze seníku. Ke své prvotině se básník později nehlásil a nedovolil ji znovu vydat.
- Návrat (1931) – návrat k duši a víře v Boha. Verš se melodizuje, je plynulý, autor využívá pravidelného jambického rytmu a rýmů. Představuje vývojový přechod, přeskupuje se autorova poetika a zároveň i vnitřní postoj, rytmus a sloky jsou uspořádanější, ale mámivých obrazů je méně.

Druhá etapa, změna poetiky – posun do světa mimo vlastní já přivedl Zahradníčka k poznání, že životní plnost, o niž tolik usiloval, nelze nalézt v samotě s Bohem, ale pouze ve společenství všech a všeho, čím Bůh člověka obklopil. To znamená důrazné sepětí světa mrtvých se světem živých a zároveň – což je pro Zahradníčkovu tvorbu fakt základní důležitosti – prohloubení básníkovy vnímavosti k současné podobě světa, ke konkrétnímu člověku a k národu.
- Jeřáby (1933) – představují vlastní zrození Zahradníčka jako nezaměnitelného básníka – proud úžasu a díkůvzdání za dar bytí. Značně se zde vzdálil od svých dvou prvních knih, subjekt, který byl zraňován realitou, je nyní těsně spjat se životem a toto účastenství je zdrojem radosti a naplnění. Tento přesun od depresivních stavů k harmonické jednotě je doprovázen změnou poetiky: proti perifrastickému verši prvních knih je pravidelný verš Jeřábů vytvářen názornými konkréty a nepříliš rozvitou reflexí, mizí alegorie, abstraktní konstrukce. Typicky zahradníčkovskou roli tu začíná hrát substantivum jako cosi pevného, opěrného, zvláště výrazné jsou substantivní enumerace. Často se v nich objevuje motiv ptáka a větru.
- Žíznivé léto (1935) – ubývá mučivých osobních dramat a přibývá radosti a životního jasu. Básník opouští komůrku samoty, otevírá se druhým, podobně jako u Halase či Závady zaznívá motiv chudoby, ovšem s křesťanským smyslem. Pokračuje a rozvíjí se přilnutí k domovu, Čas básně začínají prostupovat milníky církevního roku. Zvyšuje se expresívní barevnost básně, františkánská chudoba se završuje vyznáním lásky k odstrčeným a ošklivým.
- Pozdravení Slunci (1937) – přibývá zde obrazů, které přesahují tělesnost, bezprostřední fyzickou existenci. Jevy a prožitky jsou součástí širšího, vesmírného dění zla, milosti a spásy. Charakteristickou je přítomnost konkrétních přírodních scenérií prostoupených světem metafyzických hodnot, které vše jednotí a dodávají tomu smysl. Zahradníček nalezl vnitřní stabilitu člověka a dovršenost bytí v Božím řádu, projevujícím se prostřednictvím reality. Zaměření této i předchozí sbírky je polemicky vyhroceno proti lyrice „rozbitého subjektu“ – tím do značné míry anticipuje přesun české lyriky od reflexe k předmětnosti.

Třetí etapa – obrací se k zemi a národu, je nejangažovanější. Adjektivum se mu už ustálilo za substantivem, sloveso stává na konci věty. Ta má svou typickou intonaci, takže výrazy určitého druhu bývají předem očekávány.
- Korouhve (1940) – v době ohrožení národa píše Zahradníček hymny na patrony české země a snaží se o optimistický pohled (tj. věří, že bude lépe) na národní osud. Obrací se k českým světcům (svatý Vojtěch, svatý Prokop, Jan Nepomucký).
- Pod bičem milostným (1944) – hlavním tématem je erotická láska (odraz autorova manželství a otcovství) – autor oprošťuje svou poezii od náboženských apostrof – láska sice násobí úzkost, ale zároveň subjekt vykupuje, dává zcela určitý smysl lidskému údělu. Inklinace k písňovosti.
- Svatý Václav (1946) – alegorie okupační doby, kde se postava Václava spojuje s Andělem pomsty a Václavova korouhev je znamením blížící se svobody
- Žalm z roku dvaačtyřicátého (1945) – věnován obětem heydrichiády
- Stará země (1946) – Zahradníček pokračuje v hymnické lyrice Korouhví, ale netísněn cenzurou rozvíjí obraz národního dramatu s větší otevřeností. Vědomí národní sounáležitosti je pro něj identické s náboženským prožitkem; jistota metafyzická je zdrojem naděje společenské, krutost přítomnosti je vnímána jako zkouška věrnosti, vzpoura proti Bohu je interpretována jako důkaz nutnosti vlády Boží. Vlast je zde prezentována jako „matka chudých“, stejně jako ve verších Hrubínových. Avšak „chudý“ se tu neproměňuje v bojovníka za lepší budoucnost (básník neskládal naděje do Sovětského svazu a stál stranou všeobecné euforie z osvobození). Válku pojímal jako Boží trest a budoucnost spojoval s mravní obrodou v duchu křesťanských hodnot. Národ je v univerzálním řádu Božího stvoření chápán jako bytost, jeho drama je tedy posuzováno stejnými měřítky jako drama jedince

Čtvrtá etapa – Zahradníčkův verš se zbavil jakékoliv dekorativnosti, mnohomluvnosti a verbalismu. Říká jen to podstatné. Tento volný a nepravidelný verš však nemá nic společného s tzv. poezií všedního dne, která se tehdy věnovala oslavě pouhé jevové každodennosti, ale proniká do hloubky Božího určení.
- La Saletta (1947) – Zahradníček, jako již dříve Josef Florian, pojímá zjevení z roku 1846 jako memento světu, odkud se vytrácí láska a myšlenka na věčnost. Báseň místy útočností působí jako pamflet, místy je obranná jako modlitba, což jsou její dvě základní žánrové polohy, ale svou stavbou (prolínání místa a času) i vyjádřením úzkosti z nového ohrožení se staví vedle Hrubínovy Hirošimy a posledních básní Halasových. Uplatňuje se zde veršový přesah a opomíjí se interpunkce. Skladba je ztělesněním básníkových zklamaných nadějí; osvobozený český národ totiž přehlédl všechna znamení času a vykročil vstříc utopii, v níž básník viděl zkázu a mravní záhubu. Skladba je rozvržena do 6 zpěvů. První zpěv je vybudován na kontrapozici kosmické závažnosti poselství a zdánlivé nepatrnosti a nevýznamnosti dětí, kterým bylo sděleno – novozákonní postulát o potřebě dětské nevinnosti, bez níž nelze vstoupit do království nebeského, zde tvoří jasný hodnotový horizont celé skladby. Ve druhém zpěvu se také prohlubuje kosmický ráz básně a její dramatičnosti, je to barokně apokalyptická podoba poválečného světa, v níž je pregnantně vysloveno Mariino proroctví: „Nebude-li se chtít můj lid podrobiti, budu nucena upustit rameno Syna svého“. Ve třetím a čtvrtém zpěvu básník s rozhořčeným patosem bilancuje vinu lidského rodu, který se zpronevěřil Stvořitelovým záměrům. Zůstává jediný pevný bod, k němuž básník vztahuje veškeré bytí, a tím je Kristův kříž. V pátém a šestém zpěvu jeremiášovsky hněvný rozměr Zahradníčkova prorockého gesta vrcholí. Básník odhaluje materialistickou tvář soudobého světa. Metaforicky sugestivní líčení katastrofických vizí se střídá s agresivními odsudky současnosti.
- Rouška Veroničina (1949) – vyšla s bibliofilsky falešnou datací 1947
- Znamení moci (1950–1951) – stačil je dokončit ještě před svým uvězněním v létě 1951. Rozsáhlá báseň o 7 zpěvech. Svým tvarem i viděním světa tato skladba plně navazuje na předcházející La Salettu, je však ještě tvrdší a patetičtější. Zde jsou signály blížícího se konce vysloveny ještě naléhavěji. Výraz se místy blíží pamfletu, jindy verš připomíná modlitbu či ódu. Střídají se časové vrstvy a motivy, dílo se stává vícehlasou skladbou.
- Čtyři léta (1969) – básně z vězení, uspořádal jeho přítel a spoluvězeň Bedřich Fučík. Vznikaly bez možnosti zápisu jen v básníkově hlavě, který je napsal popaměti až po svém návratu z vězení. Jejich podoba je kombinací obou hlavních údobí Zahradníčkovy tvorby, předválečného i poválečného. Je zde často využíváno asonance. Poprvé a naposled zde Zahradníček pronáší k Bohu výčitky, a to za smrt svých dětí v básni Čtyři léta (tzn. čtyři léta po smrti dcer), která zůstala nedokončená.
- Dům Strach (1982, Toronto) – napsal v době vězení.

### Ukázka z díla
Podzim… Počítají, co sklizeno, očesáno.

A kdybych řekl že dost,

abychom se radovali od rána do večera jak Noe,

kdekdo by mě okřikl rozhořčeně

Ten pokrytec

Ten blázen

Zrovna tak, jako kdybych se po způsobu básníka dávného rozplakal

pro tolik štěstí tolika životů.

Vrhli by se na mne vypočítávajíce tolik a tolik běd

tolik a tolik úst bez stolů, hlav bez střech, srdcí beze světla.

A já bych rozpačitě zmlkl

nemoha si honem vzpomenout na štěstí největší,

že jsme  —

Z básně Víno je dobré, sbírka Rouška Veroničina.
Dům strach

...

Tak začíná

Hodina Bičování. Zde slova 

nemají smyslu. Zde v barvách 

hovoří slepí. 

To nadpřirozená prostřednost všechno rovná 

k obrazu svému… 

… 

Ale dokud takové domy, takové hrozné domy 

budou stát v našich ulicích, v našich městech,

vychýlen úpěnlivě tak zůstane 

Kříž Čihošťský.

(Ukázka ze sbírky Dům strach, ze stejnojmenné básně. Báseň Dům strach je na stranách 23 až 25 třetího vydání sbírky, které v lednu 1986 vydala edice ROZMLUVY, 18 Church Hill, Purley, Surrey, CR2, ENGLAND.)

## Připomínky
- Busta Jana Zahradníčka v Mastníku[14]
- Pamětní deska Jana Zahradníčka a boží muka ve Vlčatíně[15]
- Pamětní deska Janu Zahradníčkovi ve Znojmě[16]
- Pomník Znamení s pamětními deskami Janu Zahradníčkovi a obětem nesvobody v Brně na Petrově[17]
- Cena Jana Zahradníčka

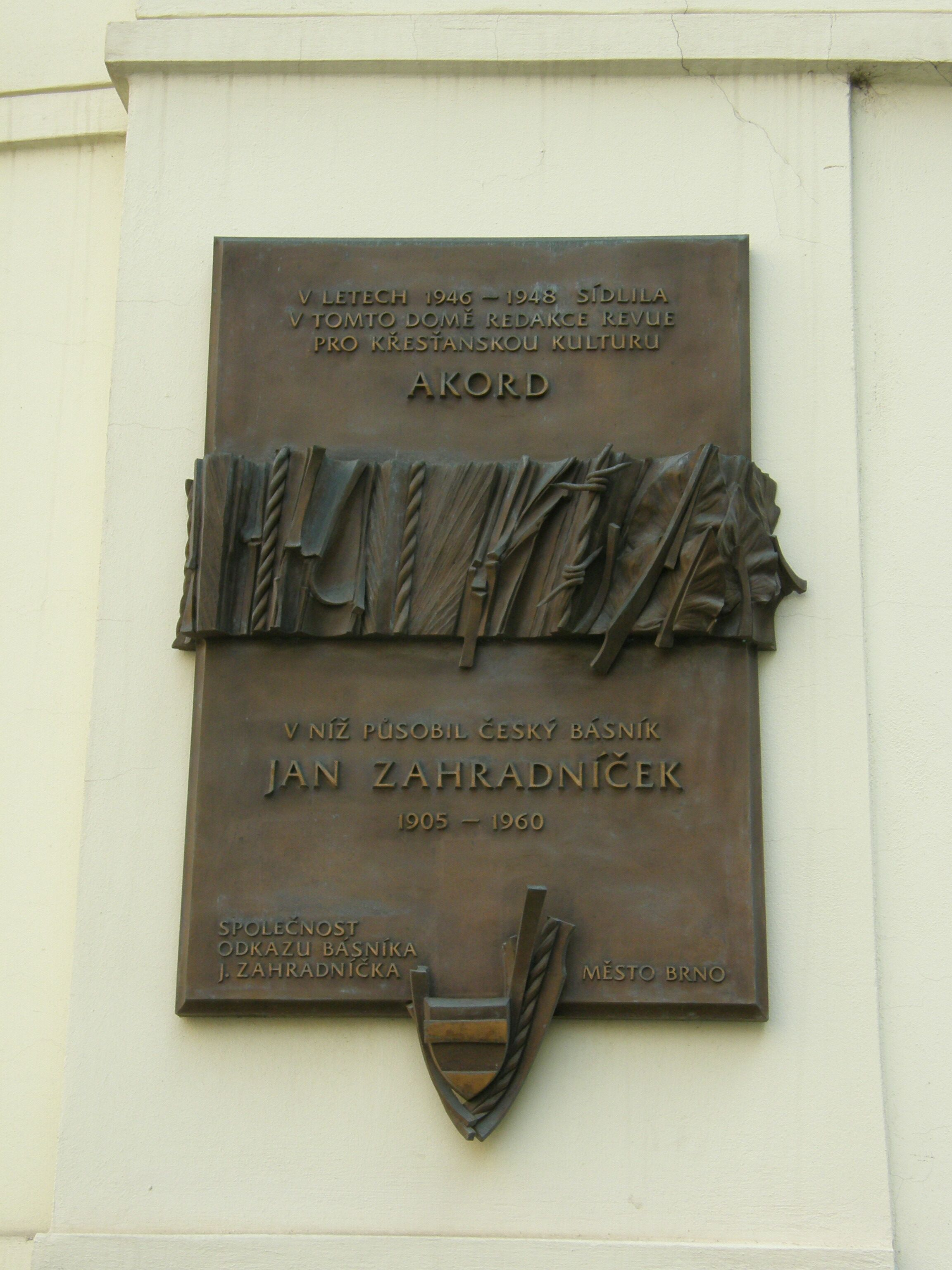
Pamětní desku na působení Jana Zahradníčka na Šilingrově náměstí v Brně vytvořil Otmar Oliva
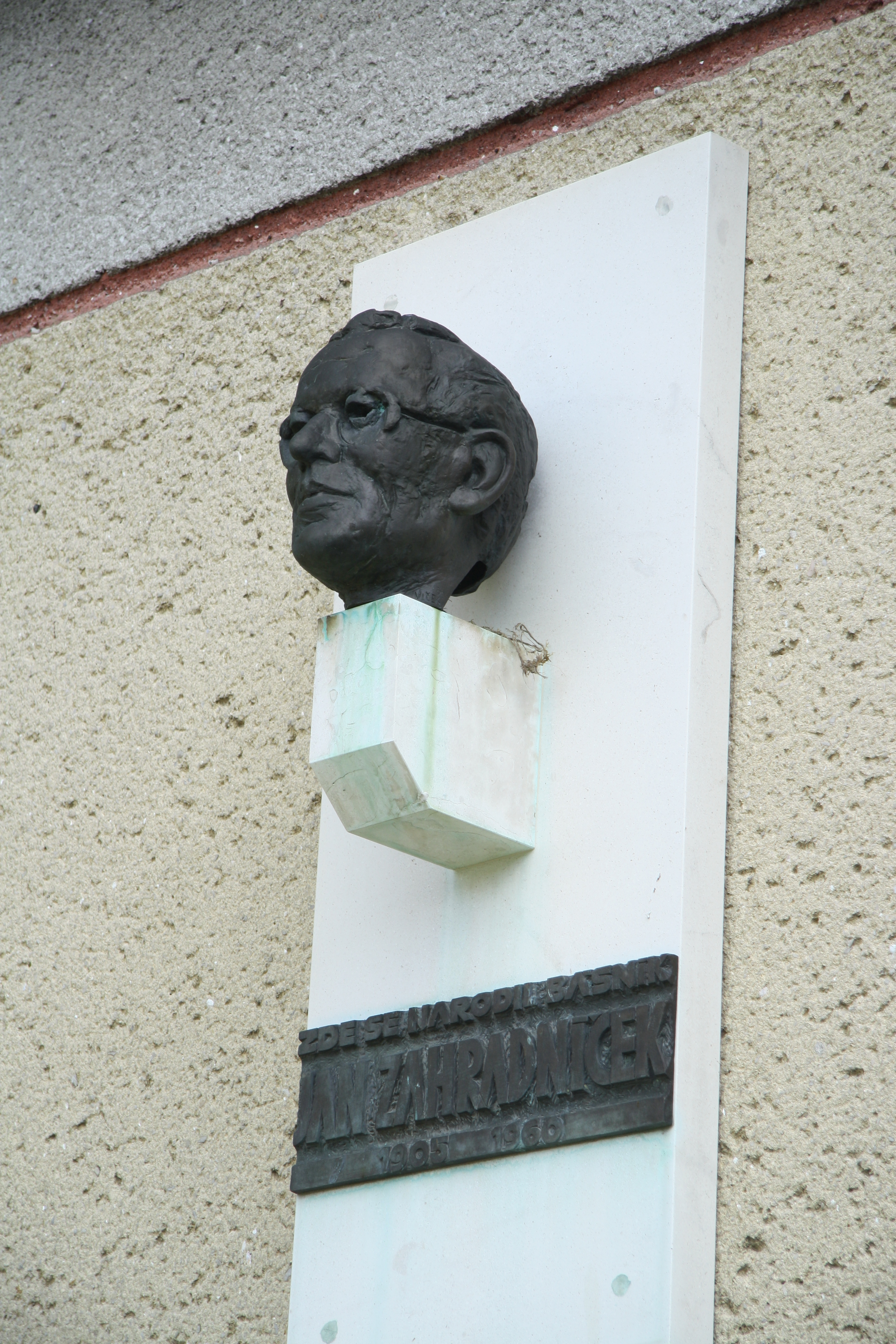
Busta Jana Zahradníčka na rodném domě v Mastníku
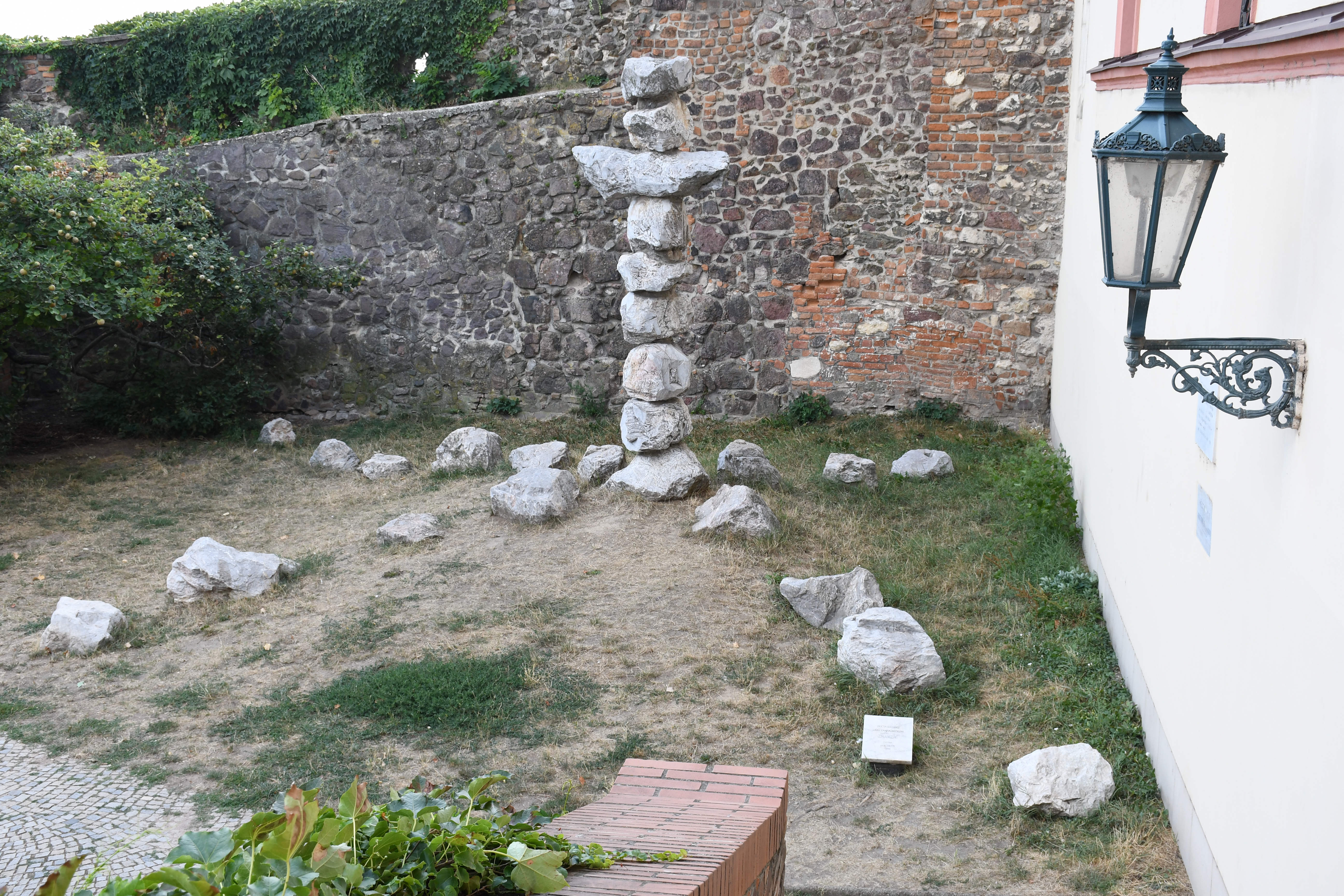
Pomník Znamení s pamětními deskami Janu Zahradníčkovi a obětem nesvobody v Brně na Petrově od Jana Šimka
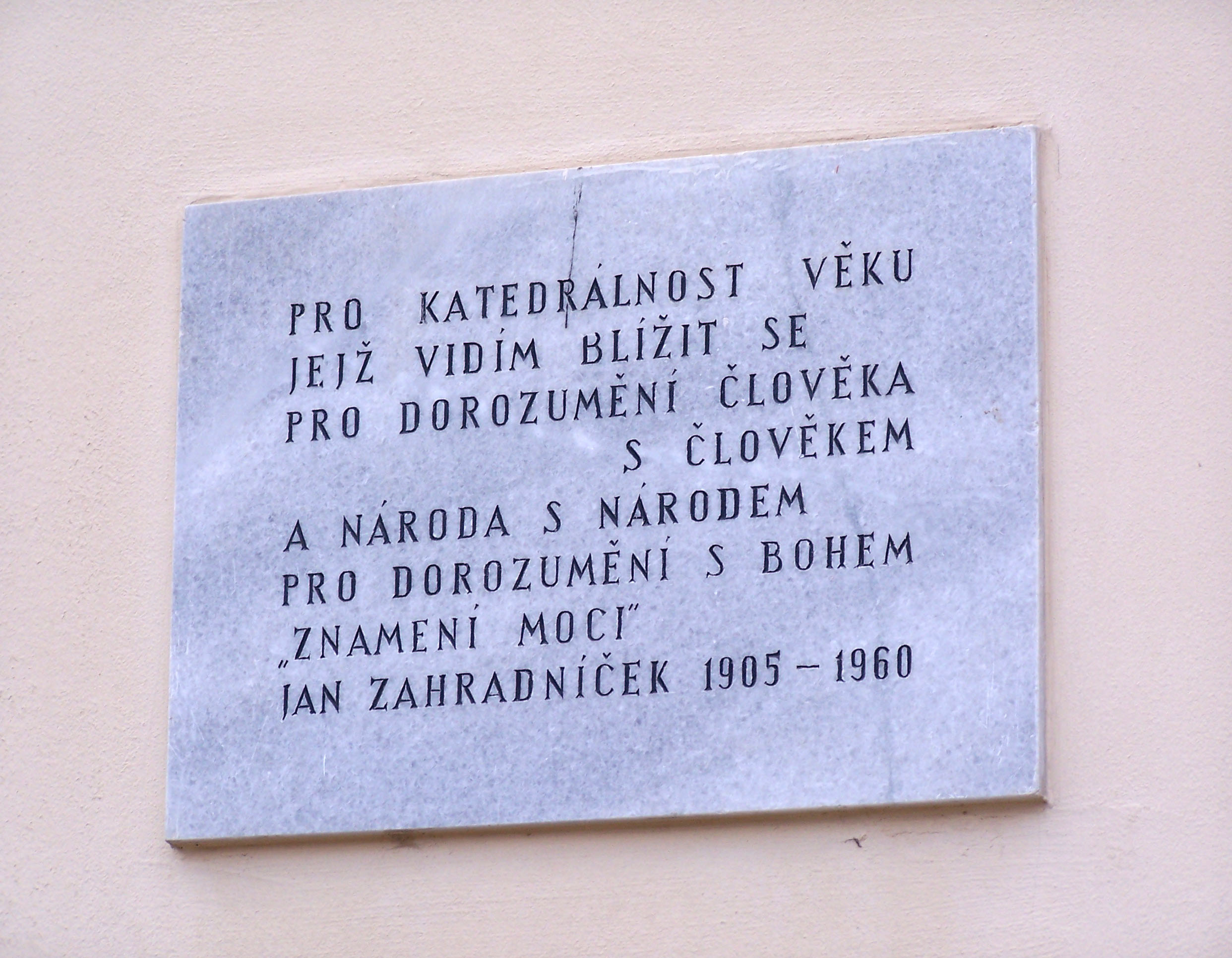
Jedna z pamětních desek u pomníku v Brně na Petrově